# Statens kulturråd
Statens kulturråd (Kulturrådet) är en svensk statlig förvaltningsmyndighet, som sorterar under Kulturdepartementet. Myndigheten, som inrättades 1974, har till uppgift att följa utvecklingen inom kulturområdet och ge ett samlat underlag för den statliga kulturpolitiken samt bistå regeringen vid genomförandet av denna.
Myndigheten handlägger ärenden om statliga bidrag för kulturell verksamhet och om andra statliga åtgärder som rör teater, dans, musik, konst, museer, utställningar, litteratur, folkbibliotek, folkbildning och folkrörelser, i den utsträckning det inte är en uppgift för någon annan myndighet. Man handhar dock inte ärenden om utbildning eller om bidrag av stipendietyp till enskilda yrkesutövare inom kulturområdet.
Ordförande för Kulturrådets styrelse är Ulrika Årehed Kågström. Kulturrådet har sina lokaler i Filmhuset på Gärdet i Stockholm.

## Organisation
På Kulturrådet arbetar ungefär 120 personer fördelade på sex enheter. Som en egen enhet på Kulturrådet finns kansliet för Astrid Lindgren Memorial Award. Till den är en jury knuten som varje år utser en pristagare inom barnlitteraturområdet.
Kulturrådet har en styrelse och en generaldirektör som utses av regeringen. Till sin hjälp vid beslut har styrelsen referensgrupper och arbetsgrupper med experter inom olika områden. Myndigheten styrs av en förordning som utfärdas av regeringen och av årliga regleringsbrev.
Från och med den 9 mars 2020 är Kajsa Ravin Kulturrådets generaldirektör.

## Verksamhet
Kulturrådet främjar konst- och kulturverksamheter i hela Sverige och i utlandet. Som sektorsansvarig myndighet har Kulturrådet ett särskilt ansvar för att kulturen görs tillgänglig för personer med funktionsnedsättning. Myndigheten har även ett samlat ansvar för att inom sitt verksamhetsområde främja lika rättigheter och möjligheter oavsett sexuell läggning, könsidentitet och könsuttryck. Kulturrådet ska också verka för ett jämställt kulturliv och ha ett barn- och ungdomsperspektiv i alla delar av verksamheten.
Utöver att fördela statliga bidrag till kulturen, ge regeringen underlag för kulturpolitiska beslut och informera om kultur och kulturpolitik, arbetar Kulturrådet med andra strategiska utvecklingsfrågor. Det kan vara särskilda kulturområden, frågor av mer övergripande karaktär eller tvärsektoriella frågor som kultur och hälsa, kultur i skolan och kultur och regional tillväxt.

## Bidrag
Att främja konst och kultur sker framförallt genom bidragsgivning inom olika kulturområden: scenkonst, musik, litteratur, kulturtidskrifter, bibliotek och läsfrämjande, bild och form, museer, utställningar, nationella minoriteters kultur och till regional kulturverksamhet.
Sedan 2011 fördelar Kulturrådet statliga bidrag till regional kulturverksamhet inom kultursamverkansmodellen. Modellen är tänkt att ge den regionala och lokala nivån ett tydligare inflytande över kulturpolitikens genomförande. Regionerna söker bidrag från Kulturrådet som efter samråd med ett samverkansråd fattar beslut. Samverkansrådet består av tio statliga myndigheter och organisationer inom kulturområdet och leds av Kulturrådet. Efter Kulturrådets beslut bestämmer regionerna själva hur de statliga pengarna ska fördelas inom givna kulturområden i regionen.
Sammantaget beviljade Kulturrådet fem miljarder kronor i bidrag under 2021, varav 2,1 miljarder var olika former av krisstöd. 

## Kulturpolitiska mål
De nationella kulturpolitiska målen beslutades av riksdagen i december 2009. Målen styr den statliga kulturpolitiken men ska även kunna vägleda kulturpolitiken i kommuner och landsting.

### Nationella kulturpolitiska mål
Kulturen ska vara en dynamisk, utmanande och obunden kraft med yttrandefriheten som grund. Alla ska ha möjlighet att delta i kulturlivet. Kreativitet, mångfald och konstnärlig kvalitet ska prägla samhällets utveckling.
För att uppnå målen ska kulturpolitiken
- främja allas möjlighet till kulturupplevelser, bildning och till att utveckla sina skapande förmågor,
- främja kvalitet och konstnärlig förnyelse,
- främja ett levande kulturarv som bevaras, används och utvecklas,
- främja internationellt och interkulturellt utbyte och samverkan,
- särskilt uppmärksamma barns och ungas rätt till kultur.

I Kulturpropositionen finns en längre beskrivning av regeringens resonemang kring varje mål.

## Statens kulturråds författningssamling
I Statens kulturråds författningssamling (KRFS) kungörs först och främst myndighetens föreskrifter men även vissa andra beslut.
Författningssamlingen kan också användas av Statens ljud- och bildarkiv, Konstnärsnämnden, Kungl. biblioteket, Presstödsnämnden, Riksantikvarieämbetet, Nationalmuseum med Prins Eugens Waldemarsudde, Moderna museet, Styrelsen för Sveriges författarfond, Taltidningsnämnden samt Talboks- och punktskriftsbiblioteket.

## Barn och unga
För att klara uppdraget att särskilt uppmärksamma barn och ungas rätt till kultur finns bland annat initiativen "Skapande skola" och "Sveriges läsambassadör". Skapande skola är en satsning riktad till barn och unga i alla årskurser, för att inspirera och stödja arbetet med att integrera kultur i den ordinarie undervisningen, främja möten mellan elever och kulturarbetare och skapa fler möjligheter till kulturupplevelser under skoltid. Ansökan om stöd handhas av Kulturrådet. Sveriges läsambassadör är ett uppdrag som ges till en författare under två år som går ut på att främja barns läsande.